# Trofalaxis

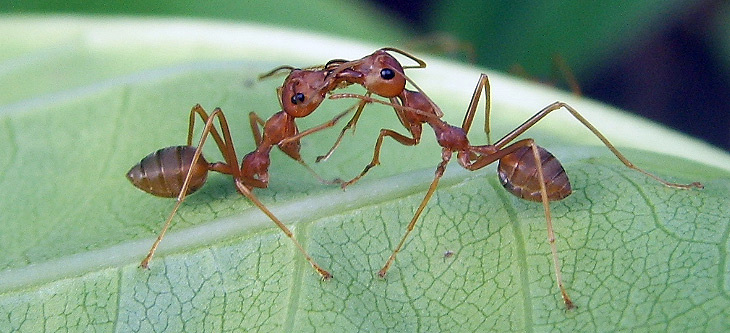
Trofalaxis la hormiga asiática australiana O. smaragdina, Tailandia.

Trofalaxis o trofalaxia, es el mecanismo mediante el cual las abejas, hormigas u otros insectos sociales alimentan unos a otros o transfieren feromonas. Esto es una alimentación de boca a boca o de ano a boca, en la cual los aparatos bucales de los insectos entran en contacto y traspasan entre ellas nutrientes o sustancias de reconocimiento como las feromonas. Puede tener lugar entre dos adultos o entre adulto y larva.

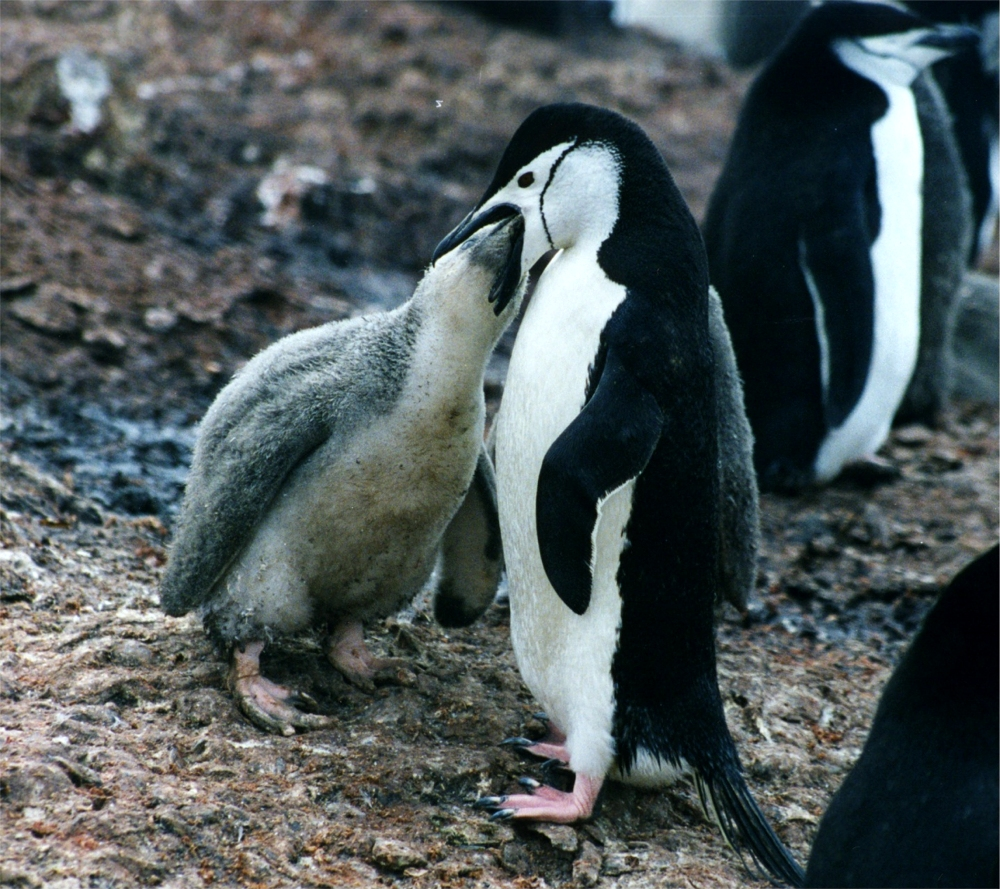
Pingüino adulto Pygoscelis antarctica alimentando a su cría por trofalaxis

Las termitas transmiten bacterias y protozoos intestinales necesarios para la digestión de la madera por un tipo de trofalaxis de ano a boca.
Los lobos, algunos murciélagos y algunas aves practican trofalaxis.